# Orthomene verruculosa
Orthomene verruculosa là một loài thực vật có hoa trong họ Biển bức cát. Loài này được (Krukoff & Barneby) Barneby & Krukoff mô tả khoa học đầu tiên năm 1971.